# BMD–3
A BMD–3 (oroszul: БМД–3 – Боевая Машина Десанта, magyar átírásban: Bojevaja Masina Gyeszanta, magyarul: deszantharcjármű) szovjet-orosz úszóképes lánctalpas deszantharcjármű, melyet 1990-ben rendszeresítettek a Szovjet Hadsereg légideszant-csapatainál. A Szovjetunió felbomlását követő gazdasági nehézségek miatt csak 137 darabot gyártott a Volgográdi Traktorgyár (VTZ). A járművek többségét Oroszországban állították szolgálatba, kisebb mennyiséget Angola is vásárolt. Az oroszországi járművek egy részét átépítették BMD–4 változatúvá.